# Tenthredo
Tenthredo is een geslacht uit de familie van de bladwespen. Het behoort tot de onderfamilie Tenthredininae.
Deze wespen lijken veel op echte wespen (Vespinae). Vele soorten hebben een zwart-gele bandtekening en zijn met een lichaamslengte van 10 tot 15 mm ongeveer even groot als wespen. Ze hebben echter niet de typische wespentaille.
De larven voeden zich met de bladeren van een waardplant; die van Tenthredo scrophulariae bijvoorbeeld met helmkruid (Scrophularia). De vrouwtjes hebben een zaagje aan de legboor waarmee ze een opening maken in een bladnerf of knop om er hun eitjes in te leggen.
Tenthredo is een omvangrijk geslacht dat verspreid over het Holarctisch gebied voorkomt. In Europa zijn meer dan 100 soorten bekend, in Noord-Amerika ongeveer 120. Ook in Japan en China worden nog regelmatig nieuwe soorten geïdentificeerd.

## Soorten
- T. adusta Motschulsky, 1866
- T. albiventris (Mocsary, 1880)
- T. algoviensis Enslin, 1912
- T. amoena Gravenhorst, 1807
- T. amurica Dalla Torre, 1894
- T. arctica (C. G. Thomson, 1870)
- T. arcuata Forster, 1771
- T. arida (Lacourt, 1995)
- T. asperrima Lacourt, 1980
- T. atra Linnaeus, 1758
- T. baetica Spinola, 1843
- T. balteata Klug, 1817
- T. bifasciata O. F. Muller, 1766
- T. bipunctula Klug, 1817
- T. bizonula (Enslin, 1910)
- T. borea Enslin, 1919
- T. brevicornis (Konow, 1886)
- T. campestris Linnaeus, 1758
- T. canariensis (Schedl, 1979)
- T. caspia (Ed. Andre, 1881)
- T. caucasica Eversmann, 1847
- T. clathrata Enslin, 1912
- T. colon Klug, 1817
- T. confusa Serville, 1823
- T. contigua (Konow, 1894)
- T. costata Klug, 1817
- T. crassa Scopoli, 1763
- T. cunyi Konow, 1886
- T. dahlii Klug, 1817
- T. decens Zhelochovtsev, 1939
- T. devia (Konow, 1900)
- T. diana Benson, 1968
- T. distinguenda (Stein, 1885)
- T. eburata Konow, 1900
- T. eburneifrons W. F. Kirby, 1882
- T. enslini (Schirmer, 1913)
- T. excellens (Konow, 1886)
- T. fagi Panzer, 1798
- T. ferruginea Schrank, 1776
- T. flaveola Gmelin, 1790
- T. flavipennis Brullé, 1832
- T. frauenfeldii Giraud, 1857
- T. giraudi (Taeger, 1991)
- T. ignobilis Klug, 1817
- T. jacutensis (Konow, 1897)
- T. jelochovcevi Vassilev, 1971
- T. koehleri Klug, 1817
- T. korabica Taeger, 1985
- T. lacourti Taeger, 1991
- T. largiflava (Enslin, 1910)
- T. limbalis Spinola, 1843
- T. livida Linnaeus, 1758
- T. luteipennis Eversmann, 1847
- T. luteocincta Eversmann, 1847
- T. llorentei (Lacourt, 1995)
- T. maculata Geoffroy, 1785
- T. maculipes Serville, 1823
- T. mandibularis Fabricius, 1804
- T. marginella Fabricius, 1793
- T. merceti (Konow, 1905)
- T. meridiana Serville, 1823
- T. mesomela Linnaeus, 1758
- T. microps Konow, 1903

- T. mioceras (Enslin, 1912)
- T. moniliata Klug, 1817
- T. monozonus (Kriechbaumer, 1869)
- T. neobesa Zombori, 1980
- T. nevadensis Lacourt, 1980
- T. nigripleuris (Enslin, 1910)
- T. notha Klug, 1817
- T. nympha Pesarini, 1999
- T. obsoleta Klug, 1817
- T. olivacea Klug, 1817
- T. omissa (Forster, 1844)
- T. procera Klug, 1817
- T. propinqua Klug, 1817
- T. pyrenaea Taeger & Schmidt, 1992
- T. rubricoxis (Enslin, 1912)
- T. sabariensis (Mocsary, 1880)
- T. schaefferi Klug, 1817
- T. sebastiani (Lacourt, 1988)
- T. segmentaria Fabricius, 1798
- T. semirufa (Ed. Andre, 1881)
- T. silensis A. Costa, 1859
- T. simplex Dalla Torre, 1882
- T. sobrina Eversmann, 1847
- T. solitaria Scopoli, 1763
- T. sulphuripes (Kriechbaumer, 1869)
- T. temula Scopoli, 1763
- T. thompsoni (Curtis, 1839)
- T. trabeata Klug, 1817
- T. umbrica Benson, 1959
- T. velox Fabricius, 1798
- T. vespa Retzius, 1783
- T. vespiformis Schrank, 1781
- T. vilarrubiai (Conde, 1935)
- T. violettae Lacourt, 1973
- T. xanthopus Spinola, 1843
- T. zona Klug, 1817
- T. zonula Klug, 1817